# Лабреа

Лабреа на карте штата.

Лабреа (порт. Lábrea) — муниципалитет в Бразилии, входит в штат Амазонас. Составная часть мезорегиона Юг штата Амазонас. Входит в экономико-статистический микрорегион Пурус. Население составляет 37 701 человек на 2010 год. Занимает площадь 68 266,74 км². Плотность населения — 0,55 чел./км².

## История
Город основан в 1881 году.

## Границы
Муниципалитет граничит:
- на севере — муниципалитет Тапауа
- на востоке — муниципалитет Канутама
- на юге — штат Рондония
- на юго-западе — муниципалитет Бока-ду-Акри
- на западе — муниципалитет Пауини

## Демография
Согласно сведениям, собранным в ходе переписи 2010 г. Национальным институтом географии и статистики (IBGE), население муниципалитета составляет:
| Полное население                               | Полное население                               | Полное население                               | Полное население                               | 37 701 |
| ---------------------------------------------- | ---------------------------------------------- | ---------------------------------------------- | ---------------------------------------------- | ------ |
| в том числе:                                   | Городское население                            | 24 207                                         | Процент городского населения, %                | 64,21  |
|                                                | Сельское население                             | 13 494                                         | Процент сельского населения, %                 | 35,79  |
|                                                | Мужское население                              | 19 638                                         | Процент мужского населения, %                  | 52,09  |
|                                                | Женское население                              | 18 063                                         | Процент женского населения, %                  | 47,91  |
| Плотность населения, чел/км²                   | Плотность населения, чел/км²                   | Плотность населения, чел/км²                   | Плотность населения, чел/км²                   | 0,55   |
| Население муниципалитета в % к населению штата | Население муниципалитета в % к населению штата | Население муниципалитета в % к населению штата | Население муниципалитета в % к населению штата | 1,08   |

По оценке 2015 года, население муниципалитета составляло 43 263 жителя.

## Важнейшие населенные пункты
| № | Населённый пункт | Населённый пункт (порт.) | Категория         | Население чел. (2010) | На карте                       |
| - | ---------------- | ------------------------ | ----------------- | --------------------- | ------------------------------ |
| 1 | Лабреа           | Lábrea                   | город             | 24 207                | 7°15′45″ ю. ш. 64°47′41″ з. д. |
| 2 | Сан-Клементи     | São Clemente             | индейская деревня | 187                   | 7°26′35″ ю. ш. 65°17′03″ з. д. |
| 3 | Сан-Франсиску    | São Francisco            | индейская деревня | 186                   | 7°15′46″ ю. ш. 65°21′39″ з. д. |
| 4 | Криспин          | Crispim                  | индейская деревня | 171                   | 7°30′42″ ю. ш. 65°15′55″ з. д. |
| 5 | Санта-Рита       | Santa Rita               | индейская деревня | 153                   | 7°23′27″ ю. ш. 65°11′14″ з. д. |
| 6 | Нова-Форталеза   | Nova Fortaleza           | индейская деревня | 131                   | 7°32′46″ ю. ш. 65°18′06″ з. д. |